# Суверенен Малтийски орден
Суверенен военен орден на хоспиталиерите на свети Йоан, от Йерусалим, Родос и Малта (познат още и като Малтийски орден) – рицарски религиозен орден на римокатолическата църква. Най-старият рицарски орден в света.
Малтийският орден има статут на наблюдател в ООН. Има дипломатически отношения със 104 страни, поддържа голям брой посланици. В международното право Малтийският орден е държавоподобно образувание, а той самият се счита за държава. Суверенитетът на Малтийския орден се разглежда на ниво на дипломатическа мисия, но не и като суверенна държава. Понякога се разглежда и като държава-джудже. Претенциите на ордена за суверенитет се оспорват от някои учени.
Орденът издава собствени паспорти, марки и автомобилни номера, печата собствена валута и притежава собствен химн.

## Правителство
Управлението на Суверенния Малтийски орден е поверено на правителство, наречено Суверенен съвет. Суверенният съвет подпомага Великия магистър в правителството на Ордена на Малта и е съставен от Великия магистър на Ордена, който го председателства, ръководителите на четирите Висши офиса (Grand Commander, Grand Chancellor, Grand Hospitaller and Receiver of the Common Treasure) и шестима други членове. Членовете на Суверенния съвет с изключение на Великия магистър се избират на всеки 5 години от Върховното събрание на рицарите, наречено Chapter General. Суверенният съвет се свиква от Великия магистър и заседава в седалището на Ордена на Малта поне 6 пъти в годината, както и при специални обстоятелства.
Великият магистър се избира до живот измежду видните рицари, наречени Professed Knights, от Общото събрание на Държавния съвет с име Council Complete of State. Според Конституцията, като висш религиозен ръководител и Суверен, Великият министър трябва изцяло да се посвети на развитието на дейностите на Ордена и да дава пример с живота си според християнските принципи на всички членове на Ордена. На него е поверена върховната власт и заедно със Суверенния съвет издава законодателните мерки, които не са обхванати от Конституцията, обнародва правителствени актове, управлява активите на Общото съкровище, ратифицира международни споразумения и свиква Върховното събрание на рицарите (Chapter General).
Държавите, с които Орденът има дипломатически отношения, признават Великия магистър с прерогативите, имунитетите и отличията, запазени за държавните ръководители. На Великия магистър се присъжда титлата Най-изтъкнато Височество (Most Eminent Highness) и Светата римска църква му присвоява званието кардинал..

## География
В днешно време Италианската република признава съществуването на Малтийския орден на своя територия в качеството на суверенна държава, а също и екстериториалността на неговата резиденция в Рим, Малтийския дворец, и на т.нар. Магистрална вила. От 1998 година орденът владее и Форт Сант Анджело, също притежаващ екстериториален статус с течение на 99 години от момента на сключването на договора с правителството на Република Малта. По такъв начин, орденът формално има територия, над която се осъществява собствена юрисдикция. Въпросът за фактическия статус на тези територии (собствена територия на ордена или територия на дипломатическо представителство, временно придадена за неговите нужди) е предмет на абстрактни юридически дискусии. Фактически Суверенният военен орден на Хоспиталиерите на св. Йоан Йерусалимски, Родоски и Малтийски е крайно влиятелна структура. Неговите политически позиции са такива, че въпросът за уточняване на статуса на щаб-квартирата му едва ли ще се разреши в близките времена.

### Интересен факт
Във вратите на резиденцията на малтийските рицари в Авентина, Магистралната вила, по проект на Джовани Пиранези е направен специален отвор. Има мнение, че оттам се виждат цели три държави: Малтийският орден (на когото принадлежи резиденцията), Ватикан (базиликата Свети Петър) и Италия (на която принадлежи всичко отстрани). Да се отличи вида на отвора от обикновените прозорци на замъка е лесно: на него винаги дежурят двама въоръжени карабинери.

## Население
По данни на ордена негови членове са 13 000 души по света, като освен това в структурата му присъстват 80 000 доброволци и 20 000 медицински работници. По данни на ордена съществуват и около 10 500 души, притежаващи негов паспорт. Паспортът на Малтийския орден се признава от много страни и неговият притежател има право на безвизово влизане в 32 страни.
Съгласно Конституцията на Малтийския орден, членовете му се разделят на три класи. Всички те са длъжни да водят примерен живот в съответствие с учението и заповедите на Църквата и да се посветят на работите на ордена за оказване на хуманитарна помощ. Членовете на първата класа са Рицарите на справедливостта или Признатите рицари и Признатите манастирски капелани, които са дали обет за „бедност, целомъдрие и послушание, водещо към живот според Евангелието“. Те се смятат за монаси по каноническото право, но не е задължително да прекарат живота си в манастири. Членовете на Втората класа са рицари на послушанието, даващи обет за послушание, длъжни да живеят по християнските принципи и възвишените нравствени принципи на ордена. Рицарите на справедливостта са длъжни да спазват предписанията за рицари-послушници.
Те се разделят на три категории:
- Рицари и дами на честта и предаността в послушанието
- Рицари и дами на милостта Господна и предаността в послушанието
- Рицари и дами на милостта на магистъра и предаността в послушанието

Членовете на Третата класа не приемат нито обет, нито обещание. Те приемат задължението да живеят праведен християнски живот, да вземат активно участие в грижата за болните и да оказват социална помощ на ордена.
Те се разделят на шест категории:
- Рицари и дами на честта и предаността
- Манастирски капелани ad honorem
- Рицари и дами на милостта Господна и предаността
- Магистратски капелани
- Рицари и дами на милостта на магистъра
- Рицари (мъже и жени) на предаността

Изискванията за приемане в различните класи и категории определя Кодексът на Малтийския орден.

## Икономика
Орденът има некомерсиална планова икономика. Източници на доходи са на първо място дарения, също и продажба на пощенски марки и юбилейни монети. Малтийският орден притежава и своя собствена валута – малтийско скудо. Установен е курс към еврото: 1 скудо = 0,24 евро.

## История
До средата на XII век орденът се дели ясно на две основни братства – бойци и лечители. Статутът на закрилян от папата орден осигурява някои значителни предимства, сред които е спестяване на църковния данък-десятък и строеж на собствени религиозни сгради. Това е преценен разход от папската власт – скоро почти всички новопостроени от Хоспиталиери и Тамплиери крепости и селища в Светите земи се превръщат в бастион на Католицизма. В апогея на могъществото на Йерусалимското кралство Братството на Свети Йоан контролира седем укрепени селища и 140 имения в целия регион. Най-големите бази на тяхната мощ в кралството Йерусалим и в антиохийското княжество са Керак (Krak des Chevaliers) и Маргат. Собствеността на ордена се разпределя на териториален принцип под контрола на приорати, подразделящи се на балии, разделящи се на свой ред на комендантства. Респектът към хоспиталиерите е тъй висок, че през 1185 г. императора на Свещената Римска Империя Фридрих Барбароса им поверява собствената си безопасност и охрана със специална официална грамота.
Орденът е реорганизиран през 1118 г. от Реймонд дю Пюи и е силно милитаризиран. Неговите членове нямат право да се женят. Те трябва да дадат обет за послушание, скромност и целомъдрие и се задължават да се борят с оръжие в ръка срещу „враговете на кръста и християнската вяра“. В ордена се включват рицари, като привилегировано висше съсловие и основна бойна сила, както и братя-духовници. Последните не само се грижат за болните и бедните, но служат и като пехотинци при бойни действия. Освен това се назначават и много наемници от европейските страни. Начело на ордена стои избран от членовете му велик магистър. Орденът е подчинен само на папата и получава от него различни специални права.
При военни действия рицарите и войниците на ордена носят върху ризниците си яркочервена риза с бял кръст. В мирно време те са облечени в черни дрехи с бял осмоъгълен кръст (наречен по-късно малтийски кръст) на гърдите.
Орденът успява да извоюва в Сирия суверенни права. След неговото прогонване от мамелюците в началото на XIV век, орденът завладява византийския остров Родос в Егейско море, където създава самостоятелна държава
Фанатизираните войни на исляма в крайна сметка прогонват западните окупатори от Светите земи. След загубата на Йерусалим през 1187 г., хоспиталиерите са изолирани в графство Триполи, а след падането на Акра (Akko) през 1291 г. орденът търси подслон в Кипърското кралство.
С времето хоспиталиерите се намесват в кипърския политически живот, но без да получат особени дивиденти. Великият магистър на ордена Гийом де Виларе предлага план за добиване на собствена територия за ордена, като изборът му се спира върху остров Родос. Наследникът му Фулк де Виларе реализира този план и през 1309 г. след двегодишни бойни действия островът е завладян от рицарите. Хоспиталиерите постигат контрол и над група съседни по-малки острови, а също така и над някои анатолийски пристанища като Бодрум.
Орденът на Тевтонските рицари първоначално е създаден по подобие и функция на хоспиталиерите-йоанити и произлиза от болница за ранените и болни немски рицари в Палестина, но по-късно се превръща в чисто военен орден.
През 1522 г. турците, водени от султан Сюлейман I (наречен по-късно „Великолепни“), прогонват рицарите на ордена на Св. Йоан от Родос. Те се преселват през 1530 г. на остров Малта, който им е предоставен от Карл V, император на Свещената Римска империя и крал на Испания и Сицилия. Затова по-късно орденът става известен като Малтийски орден.
Рицарите на ордена не са особено възхитени от императорския дар, тъй като новата им държава е многократно по-малка от дотогавашните им владения в Близкия изток. Малта е малък каменист остров между Сицилия и Африка с дължина 22,5 км и ширина 13 км. Почвата не е плодородна, няма дървета и липсва вода.
Но недостатъците на Малта се компенсират от две големи предимства. Едното е благоприятното стратегическо разположение на острова в Средиземно море, а заливът, наречен Голямото пристанище, се оказва идеален като база на флота на ордена. Рицарите отказват да се настанят в укрепения град Мдина в средата на острова, тъй като искат да бъдат близо до морето. Те харесват Голямото пристанище, където на един полуостров има малък форт. Те започват веднага да строят край него новите селища Биргу и Сенглеа и около тях изграждат солидни укрепления – високи стени с кули и бастиони. Трябва да се отбележи способността на рицарите бързо да се нагодят към новите условия. Оказва се, че те са ограничени на един малък остров и трябва да организират живота си по съвсем друг начин от този, на който са свикнали в просторните земи на Близкия изток. Те трябва да се научат да строят кораби и да станат мореплаватели. И те постигат всичко това в учудващо кратки срокове. Скоро откриват предимствата на пиратството. През следващите два века техните галери се превръщат в страшилища за мореплаването и крайбрежните райони на средиземноморските мюсюлмански държави. Малта скоро се превръща в център на търговията с роби в Средиземно море.
Много млади благородници идват от европейските страни в Малта, за да се учат в школите на рицарите. (В Малта е основан един от първите университети в Западна Европа). Това са обикновено по-малките синове на благородниците, които нямат право да наследяват имотите на бащите си, а получават само компенсация в пари (имотите са били неделими и се наследяват само от най-големия син). Младежите могат да бъдат произведени рицари, след като навършат 21 години и са служили три години на галерите. А тази служба се оказва много ефективна. Галерите се връщат обикновено с богата плячка и много роби. Една част от робите се използва като работна сила на строежите и като гребци на галерите, а другата се продава.
Но рицарите и техните галери започват да дразнят турците, които дотогава са господствали в Средиземно море. Затова султан Сюлейман I решава да завладее Малта и след това да използва острова като трамплин за поход срещу Средна Европа през Италия. Той подготвя османска армия от близо 30 000 души, които да бъдат пренесени на Малта от около 200 кораба. На корабите има и доста българи, които са войнугани – нямат право да се бият, но помагат в обоза и при сраженията. Тази армия слиза на малтийския бряг на 18 май 1565 г. Великият магистър на ордена Жан дьо ла Валет разполага с малко повече от 7000 бойци, от които 600 са тежко въоръжени рицари. През следващите месеци турците извършват много нападения по суша и вода срещу крепостите, но рицарите се защитават яростно и успяват да ги отблъснат.
В началото на септември положението на ордена е критично, тъй като загубите му вече възлизат на около 6000 души. Загубите на местното малтийско население са 7000 души. Но и положението на турската армия се влошава. Тя не успява да завладее острова за кратко време, както е било планирано, и да задоволи жаждата за плячка на войските. Болестите и недостатъчното снабдяване с храни подкопават дисциплината. На 8 септември на острова слизат 10 000 испански пехотинци, превозени от 28 кораба. Тогава започва евакуацията на турските войски. Загубите им възлизат на около 20 000 души убити и повече от 3000 души са тежко болни. 40 галери трябва да бъдат изгорени, защото няма достатъчно персонал, който да ги обслужва. С това се слага край на „голямата обсада“ на Малта. Турската армия претърпява тежко поражение, което някои автори наричат „турския Сталинград“. То слага край на господството на турците над западното Средиземноморие. Обсадата на Малта е отразена в българските народни песни.
В Европа честват малтийските рицари като спасители. Те получават от европейските монарски големи парични средства, които използват за строежа на грандиозни укрепления. Малта става най-голямата крепост в Средиземно море.
Сраженията между малтийските рицари и турците продължават до средата на XVIII век, когато последните се превръщат във второстепенна сила. С неутрализирането на традиционния му враг и с отпадането в резултат на това на оправданието за неговото съществуване започва ерата на упадък и на рицарския орден. Начинът на живот на рицарите се превръща в безделие в обстановка на богатсво и комфорт. Ежедневието им се запълва с пиянство, хазарт и сексуална разпуснатост. Всичко това е далеч от принципите, на които е бил изграден ордена. Името на столицата Валета се превръща в срамна дума поради свободните нрави в този град и тамошните леснодостъпни жени. Разкошът и луксът, в който рицарите живеят, обслужвани от многобройни роби, подкопават техния боен дух. В края на XVIII век орденът започва да губи много пари, защото пиратството и търговията с роби постепенно замират. А по време на Френската революция цялото му имущество във Франция е конфискувано.
В отчаян опит да укрепи позициите си орденът произвежда през 1798 г. руския цар Павел I в рицар и го обявява за протектор на острова. Започват преговори с руснаците, които силно желаят да имат флотска база в Средиземно море. Но французите не могат да търпят това. Те изпращат една армия под командването на генерал Наполеон Бонапарт, която през юни 1798 г. слиза на Малта. Великият магистър Фердинанд фон Хомпеш предава острова без бой. Френските войски окупират острова и с това се слага край на владичеството на ордена на Малта. Рицарите са прогонени и богатствата им са конфискувани. Фон Хомпеш бяга в Санкт Петербург, но не е приет като беглец, а като предател, защото е трябвало да защитава острова до последната капка кръв. Той е свален от поста му и император Павел I се обявява за велик магистър на ордена. Когато две години по-късно англичаните завладяват „неговия“ остров, императорът е обиден и през октомври 1800 г. прекъсва дипломатическите и търговските отношения с Англия. Но той е убит при държавния преврат, извършен през март 1801 г. и с това се слага край на отношенията между Русия и рицарския орден. (В днешна Русия орденът има клон с традиции.)

## Международни отношения
Орденът има дипломатически отношения със 104 страни. Има статут на наблюдател в ООН. Суверенният статут на ордена е признат от множество страни и организации, сред които и Организацията на обединените нации.
Повечето държави в Европа признават паспорта на ордена, но няколко страни не признават паспорта на Малтийския орден и нямат дипломатически отношения с него (Нидерландия, Финландия, Швеция, Исландия и Гърция).
Сувереният Малтийски орден поддържа дипломатически отношения и с Република България. Дипломатическите отношения са установени на 22 юни 1994 г. Българският посланик връчва акредитивните си писма на 1 март 1995 г., а посланикът на Ордена в България – на 26 юли 1997 г. Посолството на Ордена се намира в София, улица „Васил Левски“ № 92. Посланикът на Ордена за България е Нейно превъзходителство Урсула Хьофтер Дзуколи, а посланик на България за ордена е Негово превъзходителство Костадин Коджабашев.

## Благотворителна дейност
Благотворителната дейност заема основното място в дейността на Малтийския орден. Сред множеството дейности на ордена са откриване на болници, помощ на страдащите, решение на въпроси при хуманитарни и военни кризи. Благотворителната дейност на Малтийския орден се поддържа от неговите 13 500 членове, около 80 000 обучени волонтиери и 25 000 работници, мнозинството от които са медици. Организациите на Ордена по целия свят (Велики приорати, Национални асоциации, служби за спасение и фондове за помощ) отговарят за превръщането на всички свои програми в постоянно действащи учреждения, като болници, амбулатории и старчески домове.

### Помощ за болните и бедстващите
Следвайки своята историческа мисия да помага на болните, бедстващите и най-малоимащите в обществото, Малтийският орден продължава своята дейност и днес, работейки в повече от 120 страни. Неговата програма включва медицинска помощ и социална подкрепа, помощ при катастрофи, в случаи на въоръжени конфликти и природни катаклизми – осигуряване на спешна и първа медицинска помощ, помощ на възрастни хора, инвалиди и деца в нужда, а също и програми за обучение на хора да оказват първа медицинска помощ, подкрепа на бежанци и мергинализирани слоеве от обществото, без значение от раса, произход и вероизповедание. Малтийският орден провежда дейностите си по тези принципи вече повече от 900 години, работейки с хора от всички вероизповедания: мюсюлмани, православни, католици, протестанти и юдеи

### Корпус на спасението и служба за спешна помощ
Малтийският орден има служби, оказващи спешна помощ в повече от 30 държави. Те оказват първа медицинска помощ при пътнотранспортни произшествия и социално подпомагане. Провеждат всестранна работа с младите и ежегодно обучават хиляди волонтиери в основите на първата помощ.
От момента на основаването си в Ирландия през 1938 година, корпусът за спешна медицинска помощ става главен център по провеждане на тренинровки за оказване на първа медицинска помощ. Службата оказва първа помощ, спешна медицинска помощ и помощ при пътнотранспортни произшествия в големите градове и населени пунктове в Ирландия и при помощ на своята младежка организация да провежда спортни мероприятия. Службата за помощ също е много успешно начинание откакто е открита в Централна и Източна Европа от 1989 г.

### Заведения за възрастни хора и инвалиди
Суверенния Малтийски орден управлява работа на множество специализирани центрове за възрастни хора в Англия, Германия, Испания, Австрия, САЩ, Чили и Мексико. В някои страни се оказват редица услуги, които правят живота на хората от третата възраст по-лек. Това включва доставка на топла храна по домовете, транспортни услуги и др.
Във Франция Орденът поддържа девет специализирани медицински центрове за инвалиди. Подобни центрове има и в Полша, Унгария, Ливан, Еквадор и САЩ. В Ирландия Малтийският орден прави широк спектър от услуги за хора с физически и интелектуални затруднения, включващо дейности рехабилитация, компютърни курсове, а също и спортни мероприятия за обучение. В допълнение Асоциацията на Суверенния Малтийски орден провежда много дейности за инвалиди, включващи организиране на ежегодни поклонения в Лурд (Франция) и други свещени места по света.
През последните 28 години всяка година Орденът организира международен летен лагер в европа за млади хора в неравностойно положение. На национално ниво подобни лагери се организират в Австрия, Унгария, Румъния, Швейцария и Ливан.

## Въоръжени сили
Корпусът е създаден на 20 март 1876 като първа стъпка на сътрудничество между Кралство Италия и Малтийския орден в областта на здравеопазването (най-вече по отношение на ранените по време на война). Конвенцията е подписана от министъра на войната на Кралство Италия генерал Емилио Фереро и принц Марио Киджи Албани дела Ровере. През 1884 г. на Корпуса дадени казарма и болница (Baracca Ospedale), първите четири мобилни болници и болнични влакове на Ордена, като всеки влак има 23 коли и е в състояние да помогне на 200 ранени. През 1909 г. на Корпуса официално става специален орган на италианската армия, като оттогава носят италианска униформа. Помагат на италиански войници през Итало-турската война и Първата световна война.

### Военновъздушни сили
Военновъздушни сили на Суверенния Малтийски орден – военновъздушните сили на Суверенния военен орден на хоспиталиерите на свети Йоан от Родос и Малта. Едни от най-младите в Европа и най-малобройните – включват само един самолет Savoia-Marchetti S.M.82. Основната цел на военновъздушните сили е да осигуряват хуманитарна помощ за пострадали.